# 茶匡
茶匡（さきょう、1984年4月27日 - ）は、日本の漫画家。女性。宮城県出身。血液型はB型。2020年12月現在、作者のTwitter名からわかるように活動停止しており、東北ずん子関連での仕事のみ行っている。
2005年、「乙女乱々」で第40回なかよし新人まんが賞佳作を受賞後､『なかよしラブリー』（講談社）2005年秋の号でデビュー。
代表作は『小川とゆかいな斎藤たち』。第41回なかよし新人まんが賞受賞の漫画家瀬田ハルヒは一卵性双生児の妹。趣味はバレエと夜更かし。

## 作品リスト

### 漫画
- 乙女乱々（『なかよしラブリー』2005年秋の号） - デビュー作。
- 小川とゆかいな斎藤たち（『なかよしラブリー』2006年春の号 - 同年秋の号→『なかよし』2007年2月号 - 2009年5月号、同年9月号→『なかよしラブリー』2010年冬の号 - 2011年秋の号）
- シャイ☆ソウル☆ダイナマイト☆（『なかよし』2006年8月号）
- 毛玉とおかしな大納言さん（『なかよし』2009年6月号）
- メルヘンちゃん（『なかよし』2009年11月号 - 2010年9月号）
- めろめろメリィ（『なかよし』2011年11月号[2]）
- みみ
- 赤い黒ウサギ
- ありがとう、リッチ
- 冷たい彼と負けない彼女（『なかよし』2016年5月号 - 2017年5月号）

### イラスト
- 読んで元気になれる スーパーハッピーうらない（著：ハッピーうらない委員会、2016年12月15日発売、講談社KK文庫、ISBN 978-4-06-199588-8）

## 書誌情報
全て講談社コミックスなかよし（講談社）より刊行。
- 小川とゆかいな斎藤たち（2007年 - 2012年刊、全9巻)
  - 同項目を参照。
  - 併録作品：第1巻｢シャイ☆ソウル☆ダイナマイト☆｣｢乙女乱々｣、第2巻「願いごとをいってくれ!｣、第8巻「毛玉とおかしな大納言さん」、第9巻「めろめろメリィ」。
- メルヘンちゃん（2010年刊、全2巻）
  1. 2010年3月5日発売[1]なかよし』2009年11月号 - 2010年3月号、ISBN 978-4-06-364253-7
  2. 2010年11月5日発売[3]、『なかよし』2010年4月号、5月号、7月号 - 9月号、ISBN 978-4-06-364285-8

### アンソロジー
- 地獄少女 閻魔あいセレクション 激こわストーリー 悪（2010年8月6日発売、ISBN 978-4-06-364276-6）
  - 『みみ』収録。
- 地獄少女 閻魔あいセレクション 激こわストーリー 影（2011年8月5日発売、ISBN 978-4-06-364315-2）
  - 『赤い黒ウサギ』収録。
- キズナ 本当にあった泣けちゃう感動ストーリー（2012年3月6日発売[4]、ISBN 978-4-06-364346-6）
  - 『ありがとう、リッチ』収録。

### その他
- しゅごキャラちゃん! 1巻（2008年12月5日発売、ISBN 978-4-06-375609-8）
  - 『小川とゆかいな斎藤たち』コラボ漫画収録。
- しゅごキャラちゃん! 3巻（2010年4月30日発売、ISBN 978-4-06-364267-4）
  - 『小川とゆかいな斎藤たち』コラボ漫画収録。